# Mario Gerber

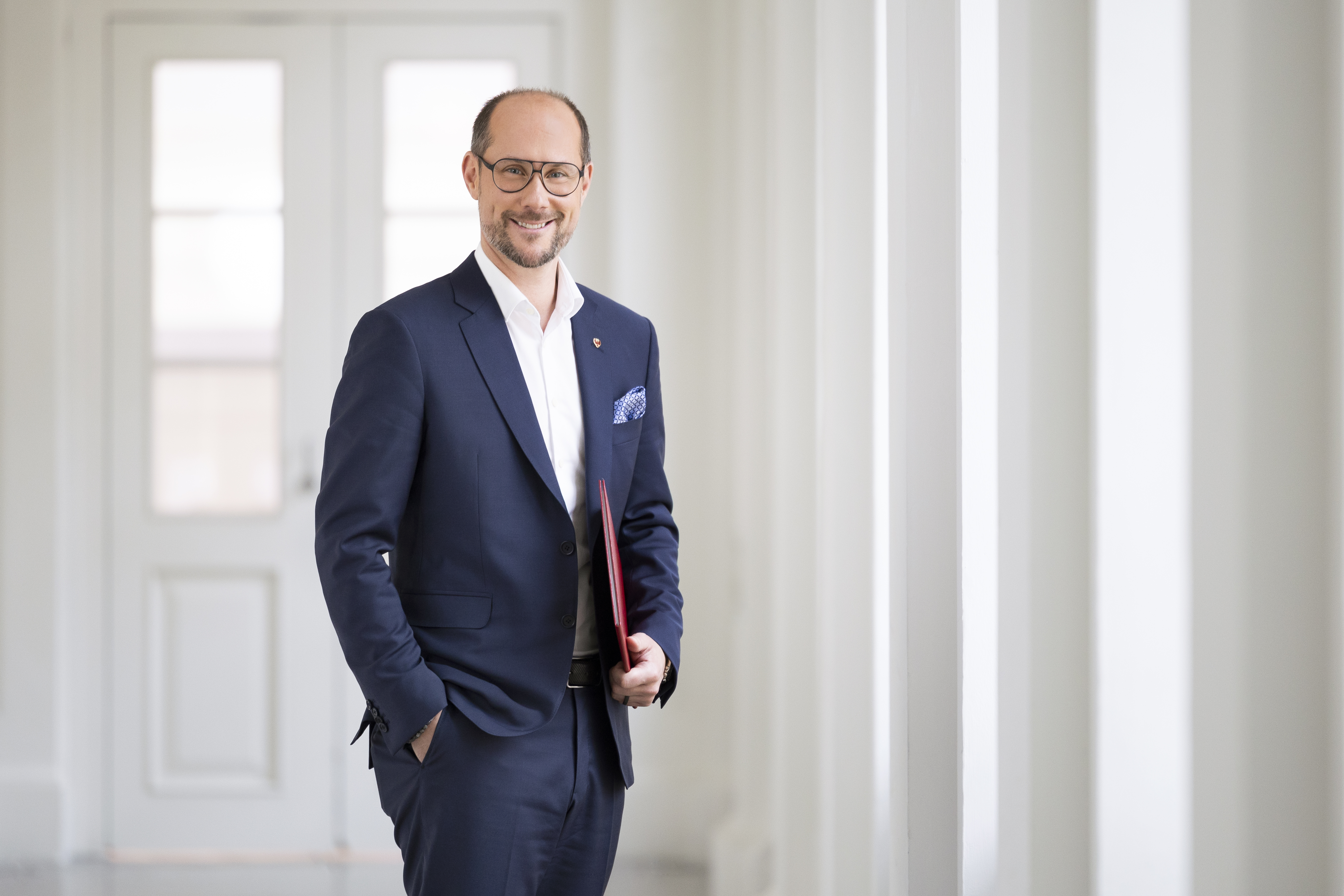
Mario Gerber (2023)

Mario Gerber (* 8. Jänner 1981 in Rum in Tirol) ist ein österreichischer Politiker der Österreichischen Volkspartei (ÖVP). Von März 2018 bis Oktober 2022 war er Abgeordneter zum Tiroler Landtag, seit dem 25. Oktober 2022 ist er Landesrat in der Landesregierung Mattle.

## Leben
Mario Gerber besuchte nach der Volksschule in Igls und der Hauptschule in Wilten 1995/96 die Handelsakademie in Innsbruck. Anschließend absolvierte er eine Lehre zum Hotel- und Gastgewerbeassistenten. Seit 1999 ist er als Touristiker und Hotelier tätig, zunächst als Mitarbeiter in den familieneigenen Gerber Hotels in Kühtai, später als deren Geschäftsführer und Gesellschafter.
Er ist Mitglied der Landesleitung des Wirtschaftsbundes Tirol, ab 2016 fungierte er als Obmann der Fachgruppe Hotellerie in der Wirtschaftskammer Tirol. Am 28. März 2018 wurde er in der konstituierenden Landtagssitzung der XVII. Gesetzgebungsperiode als Abgeordneter zum Tiroler Landtag angelobt, wo er dem Ausschuss für Wohnen und Verkehr, dem Finanzkontrollausschuss sowie dem Ausschuss für Wirtschaft, Tourismus, Energie und Technologie angehört. Er war im Tiroler Landtag Bereichssprecher für Tourismus und Wirtschaft.
Im Tourismusverband Innsbruck bekleidete er die Funktion des Obmann-Stellvertreters. Im September 2018 wurde er stellvertretender Obmann des Fachverbandes Hotellerie in der Wirtschaftskammer Österreich (WKÖ). Im April 2019 wurde er zum Obmann des Wirtschaftsbundes Innsbruck-Stadt gewählt. Im Juni 2020 wurde zum Obmann-Stellvertreter der Bundessparte Tourismus und Freizeitwirtschaft der Wirtschaftskammer Österreich für die Funktionsperiode bis 2025 gewählt, Obmann wurde Robert Seeber. Als Obmann des Innsbrucker Tourismusverbandes (TVB) folgte er im November 2021 Karl Gostner nach, als sein Nachfolger als Obmann der Fachgruppe Hotellerie in der Wirtschaftskammer Tirol wurde 2022 Franz Staggl designiert.
In der Landesregierung Mattle ist er seit dem 25. Oktober 2022 als Landesrat für die Bereiche Tourismus, Wirtschaft sowie Digitalisierung zuständig. Gerber trat 2024 bei der Wahl um die Obfrau-/Obmannschaft des Tiroler Wirtschaftsbundes um die Nachfolge von Franz Hörl an und wurde dabei von sieben der acht Bezirksobleute des Wirtschaftsbundes unterstützt. Bei der Wahl im Februar 2024 setzte sich jedoch Barbara Thaler mit 58,2 Prozent der Stimmen gegen ihn durch.
NEOS sahen im September 2024 eine Unvereinbarkeit zwischen seinem Amt als Tourismuslandesrat und seiner Funktion als Geschäftsführer von mehreren Familienhotels. Ende Februar 2025 wurde Gerber als Nachfolger von Florian Tursky geschäftsführender Obmann der Innsbrucker ÖVP, im Mai 2025 wurde er auf dem Stadtparteitag der Innsbrucker Volkspartei mit 94,17 Prozent zum Stadtparteiobmann der Innsbrucker Volkspartei gewählt.

## Politische Standpunkte
Im Jänner 2025 forderte Gerber im Kontext der Koalitionsverhandlungen der ÖVP mit der FPÖ, im Hinblick auf budgetäre Probleme „auch im Sozialbereich endlich aufzuräumen“. Förderungen im Sozial-, aber auch im Wirtschaftsbereich seien zu kürzen. Zudem sprach sich Gerber für eine Erhöhung des Pensionsantrittsalters und gegen den Klimabonus aus. Die Aussagen Gerbers betreffend die Kürzungen im Sozialbereich wurden von zahlreichen Seiten, u. a. von der Direktorin der Caritas Tirol, kritisiert.